# Rachel McQuillan
Rachel McQuillan (née le 2 décembre 1971 à Newcastle en Nouvelle-Galles du Sud) est une joueuse de tennis australienne, professionnelle de 1986 à 2003.
À quatre reprises, elle a atteint les huitièmes de finale dans les épreuves du Grand Chelem en simple dames.
Rachel McQuillan s'est néanmoins plus particulièrement illustrée en double, gagnant cinq tournois WTA au cours de sa carrière dans cette discipline. En 1992, associée à Nicole Bradtke, elle a décroché une médaille de bronze aux Jeux olympiques de Barcelone.

## Palmarès

### Titre en simple dames
Aucun

### Finales en simple dames
| No | Date       | Nom et lieu du tournoi                   | Catégorie | Dotation  | Surface      | Vainqueure           | Score         |          |
| -- | ---------- | ---------------------------------------- | --------- | --------- | ------------ | -------------------- | ------------- | -------- |
| 1  | 11-09-1989 | Athens Open, Athènes                     | Tier V    | 75 000 $  | Terre (ext.) | Cecilia Dahlman      | 6-3, 1-6, 7-5 | Parcours |
| 2  | 01-01-1990 | Danone Open, Brisbane                    | Tier IV   | 150 000 $ | Dur (ext.)   | Natasha Zvereva      | 6-4, 6-0      | Parcours |
| 3  | 10-09-1990 | Austrian Open, Kitzbühel                 | Tier IV   | 100 000 $ | Terre (ext.) | Claudia Kohde-Kilsch | 7-6, 6-4      | Parcours |
| 4  | 20-05-1991 | Internationaux de Strasbourg, Strasbourg | Tier IV   | 150 000 $ | Terre (ext.) | Radka Zrubáková      | 7-6, 7-6      | Parcours |
| 5  | 30-12-1991 | Danone Open, Brisbane                    | Tier IV   | 150 000 $ | Dur (ext.)   | Nicole Provis        | 6-3, 6-2      | Parcours |
| 6  | 10-01-1994 | Tasmanian International, Hobart          | Tier IV   | 100 000 $ | Dur (ext.)   | Mana Endo            | 6-1, 6-7, 6-4 | Parcours |

### Titres en double dames
| No | Date       | Nom et lieu du tournoi             | Catégorie | Dotation  | Surface      | Partenaire      | Finalistes                      | Score         |          |
| -- | ---------- | ---------------------------------- | --------- | --------- | ------------ | --------------- | ------------------------------- | ------------- | -------- |
| 1  | 19-08-1991 | OTB International Open Schenectady | Tier V    | 100 000 $ | Dur (ext.)   | Claudia Porwik  | Nicole Arendt Shannan McCarthy  | 6-2, 6-4      | Parcours |
| 2  | 23-08-1993 | OTB International Schenectady      | Tier III  | 150 000 $ | Dur (ext.)   | Claudia Porwik  | Florencia Labat Barbara Rittner | 4-6, 6-4, 6-2 | Parcours |
| 3  | 13-09-1993 | Digital Open Hong Kong             | Tier IV   | 100 000 $ | Dur (ext.)   | Karin Kschwendt | Debbie Graham Marianne Werdel   | 1-6, 7-6, 6-2 | Parcours |
| 4  | 12-06-2000 | DFS Classic Birmingham             | Tier III  | 170 000 $ | Gazon (ext.) | Lisa McShea     | Cara Black Irina Selyutina      | 6-3, 7-65     | Parcours |
| 5  | 01-10-2001 | AIG Japan Open Tokyo               | Tier III  | 170 000 $ | Dur (ext.)   | Liezel Huber    | Janet Lee Wynne Prakusya        | 6-2, 6-0      | Parcours |

### Finales en double dames
| No | Date       | Nom et lieu du tournoi                   | Catégorie | Dotation  | Surface         | Vainqueures                        | Partenaire        | Score         |          |
| -- | ---------- | ---------------------------------------- | --------- | --------- | --------------- | ---------------------------------- | ----------------- | ------------- | -------- |
| 1  | 29-01-1990 | Toray Pan Pacific Open Tokyo             | Tier II   | 350 000 $ | Moquette (int.) | Gigi Fernández Elizabeth Smylie    | Jo-Anne Faull     | 6-2, 6-2      | Parcours |
| 2  | 24-09-1990 | Open Whirlpool-Ville de Bayonne Bayonne  | Tier V    | 100 000 $ | Moquette (int.) | Louise Field Catherine Tanvier     | Jo-Anne Faull     | 7-6, 6-7, 7-6 | Parcours |
| 3  | 23-09-1991 | Open Whirlpool-Ville de Bayonne Bayonne  | Tier IV   | 150 000 $ | Moquette (int.) | Patricia Tarabini Nathalie Tauziat | Catherine Tanvier | 6-3, ab.      | Parcours |
| 4  | 03-02-1992 | Mizuno World Ladies Osaka                | Tier III  | 150 000 $ | Moquette (int.) | Rennae Stubbs Helena Suková        | Sandy Collins     | 3-6, 6-4, 7-5 | Parcours |
| 5  | 27-04-1992 | Ilva Trophy Tarente                      | Tier V    | 100 000 $ | Terre (ext.)    | Amanda Coetzer Inés Gorrochategui  | Radka Zrubáková   | 4-6, 6-3, 7-6 | Parcours |
| 6  | 14-09-1992 | Clarins Open Paris                       | Tier IV   | 150 000 $ | Terre (ext.)    | Sandra Cecchini Patricia Tarabini  | Noëlle van Lottum | 7-5, 6-1      | Parcours |
| 7  | 03-01-1994 | Danone Hard Court Championships Brisbane | Tier III  | 150 000 $ | Dur (ext.)      | Laura Golarsa Natalia Medvedeva    | Jenny Byrne       | 6-3, 6-1      | Parcours |
| 8  | 10-01-1994 | Tasmanian International Hobart           | Tier IV   | 100 000 $ | Dur (ext.)      | Linda Wild Chanda Rubin            | Jenny Byrne       | 7-5, 4-6, 7-6 | Parcours |
| 9  | 01-08-1994 | Toshiba Classic San Diego                | Tier II   | 400 000 $ | Dur (ext.)      | Jana Novotná Arantxa Sánchez       | Ginger Helgeson   | 6-3, 6-3      | Parcours |
| 10 | 21-05-1997 | World Doubles Cup Édimbourg              |           | 188 125 $ | Terre (ext.)    | Nicole Arendt Manon Bollegraf      | Nana Miyagi       | 6-1, 3-6, 7-5 | Parcours |
| 11 | 18-05-1998 | Open Paginas Amarillas Madrid            | Tier III  | 164 250 $ | Terre (ext.)    | Florencia Labat Dominique Monami   | Nicole Pratt      | 6-3, 6-1      | Parcours |

## Parcours en Grand Chelem

### En simple dames
| Année | Open d'Australie | Open d'Australie  | Internationaux de France | Internationaux de France | Wimbledon       | Wimbledon       | US Open         | US Open          |
| ----- | ---------------- | ----------------- | ------------------------ | ------------------------ | --------------- | --------------- | --------------- | ---------------- |
| 1988  | 1er tour (1/64)  | Robin White       | -                        | -                        | -               | -               | -               | -                |
| 1989  | 1er tour (1/64)  | Pam Shriver       | 1er tour (1/64)          | Natalia Medvedeva        | -               | -               | 1er tour (1/64) | Halle Carroll    |
| 1990  | 4e tour (1/8)    | Katerina Maleeva  | 1er tour (1/64)          | Leila Meskhi             | 2e tour (1/32)  | Brenda Schultz  | 2e tour (1/32)  | Steffi Graf      |
| 1991  | 4e tour (1/8)    | Gabriela Sabatini | 4e tour (1/8)            | Gabriela Sabatini        | 1er tour (1/64) | Radka Zrubáková | 2e tour (1/32)  | Patricia Hy      |
| 1992  | 3e tour (1/16)   | M.J. Fernández    | -                        | -                        | 1er tour (1/64) | C. Kohde-Kilsch | 3e tour (1/16)  | Zina Garrison    |
| 1993  | 1er tour (1/64)  | Katerina Maleeva  | 2e tour (1/32)           | Mary Pierce              | 2e tour (1/32)  | Helen Kelesi    | 1er tour (1/64) | Iva Majoli       |
| 1994  | 3e tour (1/16)   | Kimiko Date       | 1er tour (1/64)          | Radka Bobková            | 2e tour (1/32)  | Pam Shriver     | 1er tour (1/64) | Amy Frazier      |
| 1995  | 1er tour (1/64)  | Elna Reinach      | 1er tour (1/64)          | Tami Whitlinger          | 2e tour (1/32)  | Lisa Raymond    | 1er tour (1/64) | Naoko Sawamatsu  |
| 1996  | 1er tour (1/64)  | Chanda Rubin      | 1er tour (1/64)          | Sarah Pitkowski          | -               | -               | -               | -                |
| 1997  | 1er tour (1/64)  | F. Lubiani        | 1er tour (1/64)          | Yuka Yoshida             | 1er tour (1/64) | Monica Seles    | 4e tour (1/8)   | Arantxa Sánchez  |
| 1998  | 1er tour (1/64)  | Magüi Serna       | 1er tour (1/64)          | Henrieta Nagyová         | 1er tour (1/64) | Natasha Zvereva | 1er tour (1/64) | Natasha Zvereva  |
| 1999  | 2e tour (1/32)   | Maureen Drake     | -                        | -                        | -               | -               | -               | -                |
| 2000  | 1er tour (1/64)  | Angeles Montolio  | -                        | -                        | -               | -               | 1er tour (1/64) | Shinobu Asagoe   |
| 2001  | 1er tour (1/64)  | Els Callens       | 3e tour (1/16)           | Martina Hingis           | 1er tour (1/64) | Sandrine Testud | 2e tour (1/32)  | Eléni Daniilídou |
| 2002  | 1er tour (1/64)  | Ai Sugiyama       | -                        | -                        | -               | -               | -               | -                |
| 2003  | 1er tour (1/64)  | Tathiana Garbin   | -                        | -                        | -               | -               | -               | -                |

À droite du résultat, l’ultime adversaire.

### En double dames
| Année | Open d'Australie              | Open d'Australie             | Internationaux de France      | Internationaux de France   | Wimbledon                     | Wimbledon                   | US Open                       | US Open                   |
| ----- | ----------------------------- | ---------------------------- | ----------------------------- | -------------------------- | ----------------------------- | --------------------------- | ----------------------------- | ------------------------- |
| 1988  | 1er tour (1/32) Jo-Anne Faull | Patricia Hy Etsuko Inoue     | -                             | -                          | 2e tour (1/16) Jo-Anne Faull  | I. Demongeot N. Tauziat     | -                             | -                         |
| 1989  | 2e tour (1/16) Jo-Anne Faull  | Steffi Graf G. Sabatini      | 3e tour (1/8) Jo-Anne Faull   | L. Savchenko N. Zvereva    | -                             | -                           | 1er tour (1/32) Jo-Anne Faull | Jenny Byrne J. Thompson   |
| 1990  | 1/4 de finale Jo-Anne Faull   | B. Schultz A. Temesvári      | 3e tour (1/8) Jo-Anne Faull   | Nicole Provis Elna Reinach | 1er tour (1/32) Jo-Anne Faull | M. Lindström H. Ludloff     | 1er tour (1/32) J. Thompson   | Helen Kelesi Monica Seles |
| 1991  | 1er tour (1/32) C. Tanvier    | Zina Garrison Pam Shriver    | 3e tour (1/8) C. Tanvier      | MJ Fernández Zina Garrison | 3e tour (1/8) Jo-Anne Faull   | Navrátilová Pam Shriver     | 1/4 de finale Sandy Collins   | Jana Novotná L. Neiland   |
| 1992  | 3e tour (1/8) C. Porwik       | Kimiko Date M. Jaggard       | -                             | -                          | 1er tour (1/32) C. Porwik     | Jo-Anne Faull J. Richardson | 1/4 de finale C. Porwik       | A. Sánchez Helena Suková  |
| 1993  | 2e tour (1/16) C. Porwik      | Kimiko Date M. Jaggard       | 3e tour (1/8) C. Porwik       | C. Martínez A. Sánchez     | 3e tour (1/8) C. Porwik       | Hetherington Kathy Rinaldi  | 3e tour (1/8) C. Porwik       | Lori McNeil Rennae Stubbs |
| 1994  | 1er tour (1/32) Jenny Byrne   | Hetherington S. Stafford     | 3e tour (1/8) Jenny Byrne     | E. Maniokova Leila Meskhi  | 1er tour (1/32) M. Oremans    | Patty Fendick M. McGrath    | 2e tour (1/16) M. Oremans     | Patty Fendick M. McGrath  |
| 1995  | 1er tour (1/32) G. Helgeson   | Olga Lugina E. Pampoulova    | 1er tour (1/32) Patricia Hy   | Linda Wild Chanda Rubin    | 2e tour (1/16) Els Callens    | Jana Novotná A. Sánchez     | 2e tour (1/16) C. Porwik      | Hetherington K. Radford   |
| 1996  | 2e tour (1/16) C. Porwik      | C. Martínez P. Tarabini      | 3e tour (1/8) L. Pleming      | G. Fernández N. Zvereva    | 3e tour (1/8) N. Bradtke      | G. Fernández N. Zvereva     | 2e tour (1/16) N. Bradtke     | Jana Novotná A. Sánchez   |
| 1997  | 2e tour (1/16) N. Bradtke     | Chanda Rubin B. Schultz      | 1er tour (1/32) A. Ellwood    | W. Probst Ai Sugiyama      | 1er tour (1/32) A. Ellwood    | B. Rittner D. Monami        | 2e tour (1/16) K. Guse        | L. Neiland Helena Suková  |
| 1998  | 1/4 de finale K. Guse         | Lisa Raymond Rennae Stubbs   | 1er tour (1/32) Gorrochategui | M. de Swardt Debbie Graham | 1er tour (1/32) K. Boogert    | K. Radford C. Morariu       | 3e tour (1/8) Julie Halard    | M. Hingis Jana Novotná    |
| 1999  | 1er tour (1/32) Nana Miyagi   | Yayuk Basuki A. Mauresmo     | 2e tour (1/16) Nana Miyagi    | F. Labat D. Monami         | 1er tour (1/32) Nana Miyagi   | Liezel Huber K. Srebotnik   | 1er tour (1/32) Lisa McShea   | A. Dechaume Émilie Loit   |
| 2000  | 1er tour (1/32) Lisa McShea   | C. Martínez P. Tarabini      | 2e tour (1/16) Lisa McShea    | Liezel Huber L. Montalvo   | 1er tour (1/32) Lisa McShea   | Anke Huber B. Schett        | 1er tour (1/32) Lisa McShea   | Magüi Serna Shaughnessy   |
| 2001  | 3e tour (1/8) Lisa McShea     | A. Fusai Rita Grande         | 1er tour (1/32) Lisa McShea   | Els Callens Shaughnessy    | 1/4 de finale Lisa McShea     | Kim Clijsters Ai Sugiyama   | 1er tour (1/32) V. Razzano    | K. Hrdličková B. Rittner  |
| 2002  | 1er tour (1/32) Lisa McShea   | M. J. Martínez Anabel Medina | 1er tour (1/32) Lisa McShea   | T. Tanasugarn Vanessa Webb | 1er tour (1/32) Lisa McShea   | C. Dhenin Émilie Loit       | 1er tour (1/32) Lisa McShea   | Janet Lee W. Prakusya     |
| 2003  | 2e tour (1/16) Meilen Tu      | Kirstin Freye Dragana Zarić  | 2e tour (1/16) C. Barclay     | J. Husárová B. Schett      | 1er tour (1/32) C. Barclay    | Kim Clijsters Ai Sugiyama   | 1er tour (1/32) de los Ríos   | P. Tarabini Caroline Vis  |

Sous le résultat, la partenaire ; à droite, l’ultime équipe adverse.

### En double mixte
| Année | Open d'Australie              | Open d'Australie            | Internationaux de France     | Internationaux de France  | Wimbledon                     | Wimbledon                    | US Open                       | US Open                     |
| ----- | ----------------------------- | --------------------------- | ---------------------------- | ------------------------- | ----------------------------- | ---------------------------- | ----------------------------- | --------------------------- |
| 1988  | 2e tour (1/8) T. Woodbridge   | E. Smylie J. Fitzgerald     | -                            | -                         | -                             | -                            | -                             | -                           |
| 1989  | -                             | -                           | 2e tour (1/16) T. Woodbridge | Helena Suková Cyril Suk   | -                             | -                            | -                             | -                           |
| 1990  | -                             | -                           | 3e tour (1/8) T. Woodbridge  | A. Sánchez Jorge Lozano   | 1er tour (1/32) Stoltenberg   | Jana Novotná Jim Pugh        | 1/2 finale K. Evernden        | E. Smylie T. Woodbridge     |
| 1991  | 1/4 de finale K. Evernden     | E. Smylie J. Fitzgerald     | 1er tour (1/32) Gilad Bloom  | S. Stafford Jeff Brown    | 2e tour (1/16) K. Evernden    | N. Zvereva Jim Pugh          | 1er tour (1/16) D. Macpherson | A. Sánchez E. Sánchez       |
| 1992  | 1/2 finale D. Macpherson      | A. Sánchez T. Woodbridge    | -                            | -                         | 1er tour (1/32) D. Macpherson | C. Porwik Daniel Vacek       | 2e tour (1/8) D. Macpherson   | G. Helgeson T. Kronemann    |
| 1993  | 2e tour (1/8) D. Macpherson   | Zina Garrison Rick Leach    | 3e tour (1/8) D. Macpherson  | N. Zvereva A. Kratzmann   | 2e tour (1/16) D. Macpherson  | Navrátilová M. Woodforde     | -                             | -                           |
| 1994  | -                             | -                           | 1er tour (1/32) M. Kratzmann | M. Jaggard Kelly Jones    | 3e tour (1/8) D. Macpherson   | E. Smylie J. Fitzgerald      | 1/4 de finale D. Macpherson   | Jana Novotná T. Woodbridge  |
| 1995  | 2e tour (1/8) D. Macpherson   | Helena Suková T. Woodbridge | 1/2 finale D. Macpherson     | Hetherington J. de Jager  | 1er tour (1/32) D. Macpherson | S. Appelmans Dick Norman     | -                             | -                           |
| 1996  | 2e tour (1/8) D. Macpherson   | Nicole Arendt Luke Jensen   | 2e tour (1/16) D. Macpherson | M. Bollegraf Rick Leach   | 3e tour (1/8) D. Macpherson   | Helena Suková Cyril Suk      | 1/2 finale D. Macpherson      | Lisa Raymond P. Galbraith   |
| 1997  | 1er tour (1/16) D. Macpherson | J. Capriati Pat Cash        | 1/4 de finale D. Macpherson  | Lisa Raymond P. Galbraith | 1er tour (1/32) D. Macpherson | C. Morariu Alex O'Brien      | -                             | -                           |
| 1998  | 2e tour (1/8) D. Macpherson   | N. Zvereva A. Florent       | 1/2 finale D. Macpherson     | S. Williams Luis Lobo     | 3e tour (1/8) D. Macpherson   | K. Radford Sandon Stolle     | 1/4 de finale D. Macpherson   | Debbie Graham Sandon Stolle |
| 1999  | 1/4 de finale D. Macpherson   | M. de Swardt David Adams    | 2e tour (1/16) D. Macpherson | S. Testud G. Raoux        | 2e tour (1/16) D. Macpherson  | L. Davenport T. Woodbridge   | 2e tour (1/8) A. Florent      | Ai Sugiyama M. Bhupathi     |
| 2000  | -                             | -                           | 2e tour (1/16) A. Florent    | Kimberly Po D. Johnson    | 1er tour (1/32) A. Florent    | A. Stevenson J. Gimelstob    | -                             | -                           |
| 2001  | 1/4 de finale P. Tramacchi    | Rennae Stubbs T. Woodbridge | -                            | -                         | 1er tour (1/32) D. Macpherson | V. Ruano T. Carbonell        | -                             | -                           |
| 2002  | -                             | -                           | -                            | -                         | 1er tour (1/32) Sandon Stolle | Likhovtseva M. Bhupathi      | -                             | -                           |
| 2003  | -                             | -                           | -                            | -                         | 1er tour (1/32) Rick Leach    | Krasnoroutskaïa Jeff Tarango | -                             | -                           |

Sous le résultat, le partenaire ; à droite, l’ultime équipe adverse.

## Parcours aux Jeux olympiques

### En simple dames
| # | Date       | Nom de l'olympiade             | Surface      | Résultat        | Ultime adversaire | Score     |          |
| - | ---------- | ------------------------------ | ------------ | --------------- | ----------------- | --------- | -------- |
| 1 | 28/07/1992 | Olympic Tennis Event Barcelone | Terre (ext.) | 1er tour (1/32) | Sabine Appelmans  | 6-3, 6-3  | Parcours |
| 2 | 23/07/1996 | Olympic Tennis Event Atlanta   | Dur (ext.)   | 1er tour (1/32) | Amanda Coetzer    | 6-4, 7-65 | Parcours |

### En double dames
| # | Date       | Nom de l'olympiade             | Surface      | Résultat | Partenaire    | Ultimes adversaires          | Score   |          |
| - | ---------- | ------------------------------ | ------------ | -------- | ------------- | ---------------------------- | ------- | -------- |
| 1 | 28/07/1992 | Olympic Tennis Event Barcelone | Terre (ext.) | Bronze   | Nicole Provis | Leila Meskhi Natasha Zvereva | Partage | Parcours |

## Parcours en Coupe de la Fédération
| #                                                                             | Date       | Lieu        | Surface         | Gagnante(s)                       | Perdante(s)                       | Score           |          |
|                                                                               |            |             |                 |                                   |                                   |                 |          |
| 1990 - 1er tour (groupe mondial) - Australie - Indonésie - 2 : 0              |            |             |                 |                                   |                                   |                 |          |
| 1                                                                             | 23/07/1990 | Atlanta     | Dur (ext.)      | Rachel McQuillan                  | Yayuk Basuki                      | 6-3, 3-6, 6-3   | Parcours |
|                                                                               |            |             |                 |                                   |                                   |                 |          |
| 1990 - 2e tour (groupe mondial) - Australie - Tchécoslovaquie - 1 : 2         |            |             |                 |                                   |                                   |                 |          |
| 2                                                                             | 23/07/1990 | Atlanta     | Dur (ext.)      | Jana Novotná                      | Rachel McQuillan                  | 6-4, 6-4        | Parcours |
|                                                                               |            |             |                 |                                   |                                   |                 |          |
| 1991 - 1er tour (groupe mondial) - Australie - Japon - 2 : 1                  |            |             |                 |                                   |                                   |                 |          |
| 3                                                                             | 22/07/1991 | Nottingham  |                 | Naoko Sawamatsu                   | Rachel McQuillan                  | 6-4, 6-3        | Parcours |
|                                                                               |            |             |                 |                                   |                                   |                 |          |
| 1991 - 2e tour (groupe mondial) - Espagne - Australie - 3 : 0                 |            |             |                 |                                   |                                   |                 |          |
| 4                                                                             | 24/07/1991 | Nottingham  |                 | Arantxa Sánchez                   | Rachel McQuillan                  | 6-1, 3-6, 6-2   | Parcours |
|                                                                               |            |             |                 |                                   |                                   |                 |          |
| 1992 - 1er tour (groupe mondial) - Bulgarie - Australie - 1 : 2               |            |             |                 |                                   |                                   |                 |          |
| 5                                                                             | 14/07/1992 | Francfort   | Terre (ext.)    | Magdalena Maleeva                 | Rachel McQuillan                  | 7-64, 6-2       | Parcours |
|                                                                               |            |             |                 |                                   |                                   |                 |          |
| 1992 - 2e tour (groupe mondial) - Australie - Autriche - 2 : 1                |            |             |                 |                                   |                                   |                 |          |
| 6                                                                             | 15/07/1992 | Francfort   | Terre (ext.)    | Rachel McQuillan                  | Petra Ritter                      | 4-6, 6-2, 6-0   | Parcours |
|                                                                               |            |             |                 |                                   |                                   |                 |          |
| 1992 - 1/4 de finale (groupe mondial) - Australie - Tchécoslovaquie - 2 : 1   |            |             |                 |                                   |                                   |                 |          |
| 7                                                                             | 17/07/1992 | Francfort   | Terre (ext.)    | Helena Suková                     | Rachel McQuillan                  | 7-66, 4-6, 6-1  | Parcours |
|                                                                               |            |             |                 |                                   |                                   |                 |          |
| 1992 - 1/2 finale (groupe mondial) - Australie - Espagne - 0 : 3              |            |             |                 |                                   |                                   |                 |          |
| 8                                                                             | 18/07/1992 | Francfort   | Terre (ext.)    | Conchita Martínez                 | Rachel McQuillan                  | 6-1, 6-4        | Parcours |
|                                                                               |            |             |                 |                                   |                                   |                 |          |
| 1994 - 1er tour (groupe mondial) - Lettonie - Australie - 1 : 2               |            |             |                 |                                   |                                   |                 |          |
| 9                                                                             | 19/07/1994 | Francfort   | Terre (ext.)    | Rachel McQuillan                  | Agnese Blumberga                  | 6-1, 6-1        | Parcours |
|                                                                               |            |             |                 |                                   |                                   |                 |          |
| 1994 - 2e tour (groupe mondial) - Autriche - Australie - 2 : 1                |            |             |                 |                                   |                                   |                 |          |
| 10                                                                            | 21/07/1994 | Francfort   | Terre (ext.)    | Petra Ritter                      | Rachel McQuillan                  | 6-4, 6-1        | Parcours |
|                                                                               |            |             |                 |                                   |                                   |                 |          |
| 1995 - 1/4 de finale (groupe mondial II) - Australie - Slovaquie - 3 : 2      |            |             |                 |                                   |                                   |                 |          |
| 11                                                                            | 22/04/1995 | Perth       | Herbe (ext.)    | Karina Habšudová                  | Rachel McQuillan                  | 6-1, 6-3        | Parcours |
| 11                                                                            | 22/04/1995 | Perth       | Herbe (ext.)    | Radka Zrubáková                   | Rachel McQuillan                  | 7-63, 6-2       | Parcours |
|                                                                               |            |             |                 |                                   |                                   |                 |          |
| 1995 - Barrage (groupe mondial I) - Argentine - Australie - 5 : 0             |            |             |                 |                                   |                                   |                 |          |
| 12                                                                            | 22/07/1995 | San Miguel  | Terre (ext.)    | Gabriela Sabatini                 | Rachel McQuillan                  | 6-2, 6-2        | Parcours |
|                                                                               |            |             |                 |                                   |                                   |                 |          |
| 1996 - 1/4 de finale (groupe mondial II) - Pays-Bas - Australie - 4 : 1       |            |             |                 |                                   |                                   |                 |          |
| 13                                                                            | 27/04/1996 | Kampen      | Terre (ext.)    | Brenda Schultz                    | Rachel McQuillan                  | 7-5, 6-3        | Parcours |
| 13                                                                            | 27/04/1996 | Kampen      | Terre (ext.)    | Kristie Boogert                   | Rachel McQuillan                  | 6-1, 6-3        | Parcours |
| 13                                                                            | 27/04/1996 | Kampen      | Terre (ext.)    | Rachel McQuillan Rennae Stubbs    | Manon Bollegraf Brenda Schultz    | 6-3, 3-6, 7-64  | Parcours |
|                                                                               |            |             |                 |                                   |                                   |                 |          |
| 1996 - Barrage (groupe mondial II) - Canada - Australie - 2 : 3               |            |             |                 |                                   |                                   |                 |          |
| 14                                                                            | 13/07/1996 | Aurora      | Terre (ext.)    | Patricia Hy                       | Rachel McQuillan                  | 6-2, 7-5        | Parcours |
| 14                                                                            | 13/07/1996 | Aurora      | Terre (ext.)    | Rachel McQuillan                  | Rene Simpson                      | 6-3, 6-4        | Parcours |
| 14                                                                            | 13/07/1996 | Aurora      | Terre (ext.)    | Nicole Bradtke Rachel McQuillan   | Jill Hetherington Rene Simpson    | 4-6, 6-3, 6-0   | Parcours |
|                                                                               |            |             |                 |                                   |                                   |                 |          |
| 1997 - 1/4 de finale (groupe mondial II) - Afrique du Sud - Australie - 2 : 3 |            |             |                 |                                   |                                   |                 |          |
| 15                                                                            | 01/03/1997 | Durban      | Dur (ext.)      | Rachel McQuillan                  | Amanda Coetzer                    | 6-3, 7-610      | Parcours |
| 15                                                                            | 01/03/1997 | Durban      | Dur (ext.)      | Rachel McQuillan                  | Joannette Kruger                  | 7-5, 6-4        | Parcours |
|                                                                               |            |             |                 |                                   |                                   |                 |          |
| 1997 - Barrage (groupe mondial I) - Australie - Espagne - 2 : 3               |            |             |                 |                                   |                                   |                 |          |
| 16                                                                            | 12/07/1997 | Hope Island | Dur (ext.)      | Arantxa Sánchez                   | Rachel McQuillan                  | 6-2, 6-1        | Parcours |
| 16                                                                            | 12/07/1997 | Hope Island | Dur (ext.)      | Magüi Serna                       | Rachel McQuillan                  | 6-1, 6-3        | Parcours |
|                                                                               |            |             |                 |                                   |                                   |                 |          |
| 1998 - 1/4 de finale (groupe mondial II) - Australie - Russie - 2 : 3         |            |             |                 |                                   |                                   |                 |          |
| 17                                                                            | 18/04/1998 | Perth       | Herbe (ext.)    | Ekaterina Sysoeva                 | Rachel McQuillan                  | 2-6, 6-4, 12-10 | Parcours |
| 17                                                                            | 18/04/1998 | Perth       | Herbe (ext.)    | Tatiana Panova                    | Rachel McQuillan                  | 7-60, 6-3       | Parcours |
|                                                                               |            |             |                 |                                   |                                   |                 |          |
| 1998 - Barrage (groupe mondial II) - Australie - Argentine - 5 : 0            |            |             |                 |                                   |                                   |                 |          |
| 18                                                                            | 25/07/1998 | ACT         | Moquette (int.) | Kerry-Anne Guse Rachel McQuillan  | Erica Krauth Laura Montalvo       | 6-4, 6-3        | Parcours |
|                                                                               |            |             |                 |                                   |                                   |                 |          |
| 2001 - 1er tour (groupe mondial) - Australie - Autriche - 5 : 0               |            |             |                 |                                   |                                   |                 |          |
| 19                                                                            | 28/04/2001 | Adélaïde    | Herbe (ext.)    | Evie Dominikovic Rachel McQuillan | Marion Maruska Patricia Wartusch  | 6-4, 7-5        | Parcours |
|                                                                               |            |             |                 |                                   |                                   |                 |          |
| 2001 - 1/4 de finale (groupe mondial) - Australie - Suisse - 4 : 1            |            |             |                 |                                   |                                   |                 |          |
| 20                                                                            | 21/07/2001 | Sydney      | Herbe (ext.)    | Evie Dominikovic Rachel McQuillan | Daniela Casanova Aliénor Tricerri | 6-3, 6-3        | Parcours |
|                                                                               |            |             |                 |                                   |                                   |                 |          |
| 2001 - Round robin (groupe mondial) - Espagne - Australie - 3 : 0             |            |             |                 |                                   |                                   |                 |          |
| 21                                                                            | 07/11/2001 | Madrid      | Terre (int.)    | Gala León García Virginia Ruano   | Evie Dominikovic Rachel McQuillan | 7-5, 6-4        | Parcours |
|                                                                               |            |             |                 |                                   |                                   |                 |          |
| 2001 - Round robin (groupe mondial) - Australie - Allemagne - 0 : 3           |            |             |                 |                                   |                                   |                 |          |
| 22                                                                            | 08/11/2001 | Madrid      | Terre (int.)    | Martina Müller Scarlett Werner    | Rachel McQuillan Nicole Pratt     | 4-6, 6-2, 6-4   | Parcours |
|                                                                               |            |             |                 |                                   |                                   |                 |          |
| 2001 - Round robin (groupe mondial) - Belgique - Australie - 3 : 0            |            |             |                 |                                   |                                   |                 |          |
| 23                                                                            | 09/11/2001 | Madrid      | Terre (int.)    | Justine Henin                     | Rachel McQuillan                  | 7-5, 6-0        | Parcours |
| 23                                                                            | 09/11/2001 | Madrid      | Terre (int.)    | Els Callens Kim Clijsters         | Rachel McQuillan Alicia Molik     | 6-4, 6-2        | Parcours |

## Classements WTA en fin de saison

### En simple
| Année | 1987 | 1988 | 1989 | 1990 | 1991 | 1992 | 1993 | 1994 | 1995 | 1996 | 1997 | 1998 | 1999 | 2000 | 2001 | 2002 | 2003 |
| Rang  | 360  | 164  | 79   | 39   | 36   | 38   | 112  | 61   | 69   | 186  | 49   | 177  | 211  | 110  | 70   | 208  | 263  |

Source : (en) « Classements de Rachel McQuillan », sur le site officiel du WTA Tour

### En double
| Année | 1987 | 1988 | 1989 | 1990 | 1991 | 1992 | 1993 | 1994 | 1995 | 1996 | 1997 | 1998 | 1999 | 2000 | 2001 | 2002 | 2003 |
| Rang  | 304  | 116  | 71   | 53   | 31   | 20   | 46   | 37   | 64   | 59   | 44   | 40   | 75   | 74   | 50   | 162  | 115  |

Source : (en) « Classements de Rachel McQuillan », sur le site officiel du WTA Tour